# Sender Goslar
Der Sender Goslar ist eine Sendeanlage der Deutschen Funkturm. Er befindet sich auf dem 355 m ü. NHN hohen Sudmerberg im Stadtgebiet von Goslar im Nördlichen Harzvorland, zwischen dem gleichnamigen Stadtteil Sudmerberg und dem Stadtteil Oker gelegen. Als Antennenträger dient ein freistehender Betonturm.
Der Turm wurde im Herbst 1991 eröffnet und erreicht eine Gesamthöhe von 72 Metern.
Die von hier abgestrahlten Programme schließen Versorgungslücken in Goslar und Umgebung, die nicht von den umliegenden Grundnetzsendern erreicht werden.

## Frequenzen und Programme

### Analoger Hörfunk (UKW)

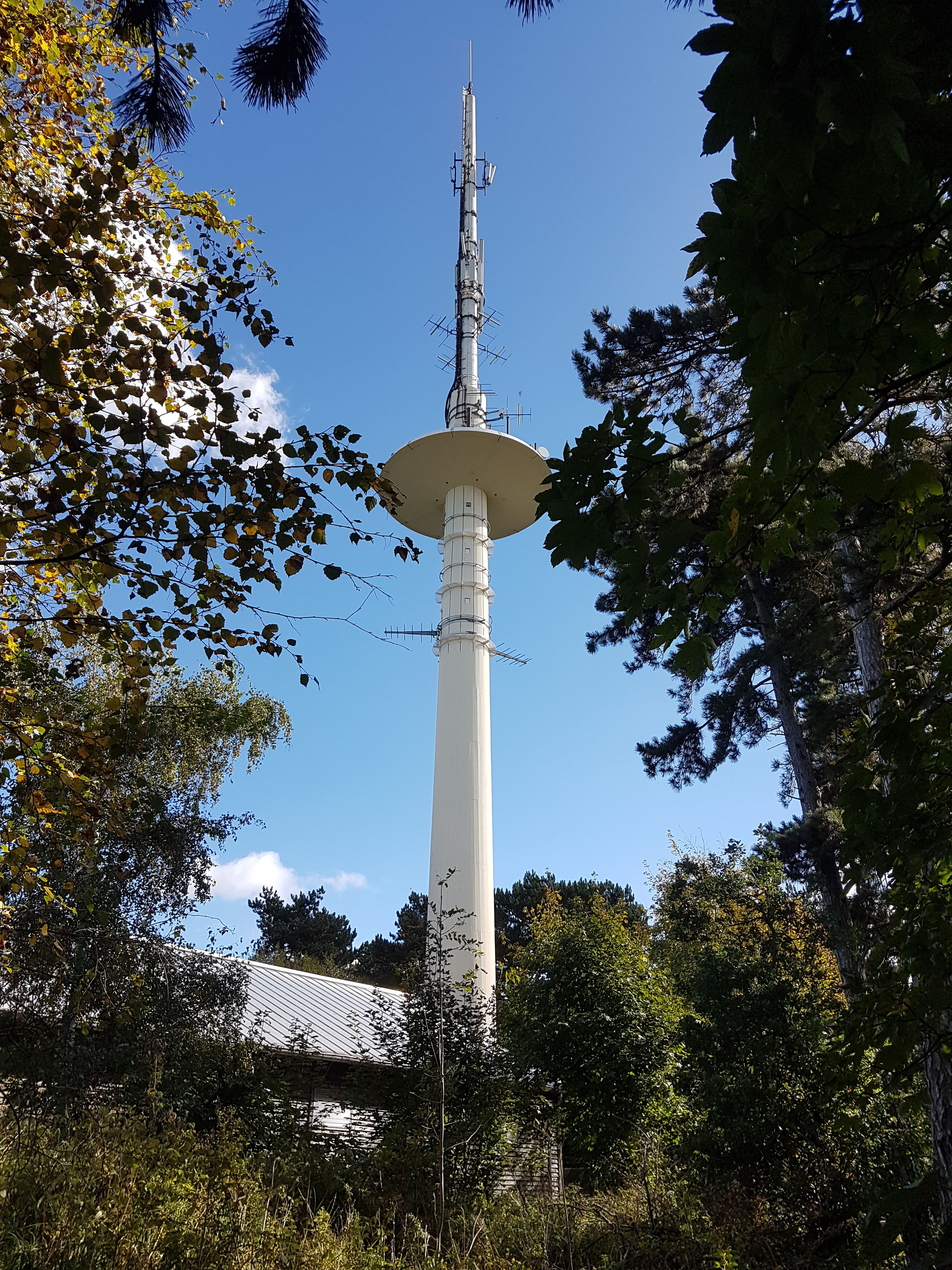
Sender Goslar

| Frequenz (MHz) | Programm            | RDS PS            | RDS PI                | Regionalisierung | ERP (kW) | Antennen- diagramm rund (ND) / gerichtet (D) | Polarisation horizontal (H) / vertikal (V) |
| -------------- | ------------------- | ----------------- | --------------------- | ---------------- | -------- | -------------------------------------------- | ------------------------------------------ |
| 87,7           | Radio 21            | RADIO_21 87.7_GS_ | D38A                  | Süd              | 0,5      | D (160–110°)                                 | H                                          |
| 88,2           | NDR 1 Niedersachsen | NDR_1_BS NDR1_NDS | D881 (regional), D381 | Braunschweig     | 0,1      | D (90–310°)                                  | H                                          |
| 93,7           | NDR 2               | _NDR_2__          | D382                  | –                | 0,1      | D (90–310°)                                  | H                                          |
| 95,1           | NDR Kultur          | NDR_Kult          | D383                  | –                | 0,1      | D (90–310°)                                  | H                                          |
| 96,0           | NDR Info            | NDR_Info          | D384                  | –                | 0,1      | D (90–310°)                                  | H                                          |
| 96,5           | N-Joy               | _N-JOY__          | D385                  | –                | 0,1      | D (90–310°)                                  | H                                          |

### Digitales Radio (DAB / DAB+)
Digitaler Hörfunk im DAB+-Standard wird seit dem 10. August 2021 in vertikaler Polarisation im Gleichwellennetz (Single Frequency Network) mit anderen Sendern ausgestrahlt. In DAB / DAB+ werden folgende Programme ausgestrahlt:
| Block                    | Programme (Datendienste) | ERP (kW) | Antennen- diagramm rund (ND)/ gerichtet (D) | Gleichwellennetz (SFN) |
| ------------------------ | --- | -------- | ------------------------------------------- | --- |
| 6C NDR NDS BS (D__00291) | DAB+ Block des Norddeutschen Rundfunks - NDR 1 NDS BS (Braunschweig) (104 kbps) - NDR 2 NDS (104 kbps) - NDR Kultur (104 kbps) - NDR Info NDS (104 kbps) - N-Joy (104 kbps) - NDR Blue (104 kbps) - NDR Schlager (104 kbps) - NDR Info Spezial (104 kbps) - NDR BWS (16 kbps) - ARD TPEG (16 kbps) | 2,5      | D (210–30°)                                 | Bad Sachsa (Ravensberg), Braunlage (Hohegeiss), Braunschweig (Drachenberg), Einbeck (Fuchshöhlenberg), Göttingen (Bovenden), Göttingen (Nikolausberg), Goslar (Sudmerberg), Hann. Münden/Tannenkamp, Holzminden-Neuhaus, Lügde-Rischenau (Köterberg), Salzgitter/Klein Flöthe, Staufenberg-Sichelnstein, Torfhaus, Uelzen, Wolfsburg (Klieversberg) (R) |

### Analoges Fernsehen
Bis zur Umstellung auf DVB-T wurden folgende Programme in analogem PAL gesendet:
| Kanal | Frequenz (MHz) | Programm                              | ERP (kW) | Sendediagramm rund (ND)/ gerichtet (D) | Polarisation horizontal (H)/ vertikal (V) |
| ----- | -------------- | ------------------------------------- | -------- | -------------------------------------- | ----------------------------------------- |
| 5     | 175,25         | Das Erste (NDR)                       | 0,04     | D                                      | H                                         |
| 22    | 479,25         | ZDF                                   | 0,2      | D                                      | H                                         |
| 25    | 503,25         | Sat.1 (Niedersachsen/Bremen)          | 0,2      | D                                      | H                                         |
| 32    | 559,25         | RTL Television (Niedersachsen/Bremen) | 0,2      | D                                      | H                                         |
| 57    | 759,25         | NDR Fernsehen (Niedersachsen)         | 0,2      | D                                      | H                                         |